# Хазанов Яків Мойсейович
Яків Мойсейович Хазанов (1891, місто Херсон — розстріляний 30 липня 1941, місто Москва) — радянський діяч, голова Дніпропетровської обласної ради професійних спілок, секретар Дніпропетровського обласного комітету КП(б)У, в.о. керуючого тресту «Східсталь» у місті Свердловську.

## Біографія
Народився в єврейській родині.
Член РКП(б) з 1918 року. Освіта середня.
Перебував на відповідальній профспілковій роботі на Дніпропетровщині.
У лютому 1932—1933 роках — голова Дніпропетровської обласної ради професійних спілок.
У 1933—1934 роках — секретар Дніпропетровського обласного комітету КП(б)У.
Потім працював на Магнітогорському металургійному комбінаті на Уралі.
До березня 1939 року — заступник і в.о. керуючого тресту «Східсталь» у місті Свердловську.
2 березня 1939 року заарештований органами УНКВС по Свердловській області. Обвинувачений за статтями 58-7, 17-58-8 та 58-11 КК РРФСР (учасник контрреволюційної змовницької терористичної шкідницької організації). За вироком Військової колегії Верховного Суду СРСР 7 липня 1941 року засуджений до страти, розстріляний 30 липня 1941 року в Москві. 
3 листопада 1956 року посмертно реабілітований рішенням Військової колегії Верховного Суду СРСР . 